# 刘赟 (明朝宦官)
刘赟（1437年—1500年），字廷玉，山东济南府陵县思义乡人，弘治时期的尚膳监掌印太监。去世后由中书舍人赵式撰写墓志铭。

## 生平
正统二年（1437年），出生。
天顺八年（1464年），侍奉仁寿宫。
成化年间，升尚膳监右少监。
弘治年间，升尚膳监太监。
弘治十二年（1499年），身患重疾。
弘治十三年（1500年），去世。

## 亲属
- 刘增（养子）
- 刘山（养子）